# Hurrikan Isabel
Hurrikan Isabel war der folgenschwerste Hurrikan der atlantischen Hurrikansaison 2003. Der neunte benannte Sturm, fünfte Hurrikan und zweite schwere Hurrikan der Saison bildete sich am 6. September aus einer tropischen Welle im tropischen Atlantischen Ozean. Der Sturm zog nordwestwärts und intensivierte sich in einer Umgebung mit geringer Windscherung und warmer Wasseroberfläche stetig und erreichte am 11. September seinen Höhepunkt mit einer Windgeschwindigkeit von 265 km/h. Über vier Tage hinweg schwankte die Intensität des Hurrikans, bevor Isabel stetig an Kraft verlor und mit einer Windgeschwindigkeit von 165 km/h am 18. September über die Outer Banks von North Carolina hinwegzog. Über Land schwächte sich der Sturm schnell ab und verlor am nächsten Tag über dem Westen von Pennsylvania die tropischen Eigenschaften.
In North Carolina spülte die von Isabel hervorgerufene Sturmflut einen Teil von Hatteras Island weg und schuf so einen Kanal, der die inoffizielle Bezeichnung Isabel Inlet erhielt. Die größten Schäden traten dabei entlang der Outer Banks auf, wo Tausende von Häusern beschädigt oder zerstört wurden und in Virginia, insbesondere in der Umgebung von Hampton Roads und am Ufer des James Rivers bis nach Richmond hinauf. Rund zwei Drittel der Opfer und der Sachschäden wurden aus Virginia gemeldet.
Die Zone mit mäßigen bis schweren Schäden reichte im Landesinneren bis nach West Virginia. Etwa sechs Millionen Bewohner waren von Stromausfällen betroffen, die der Sturm verursachte. Das Niederschlagsgebiet reichte von South Carolina bis nach Maine und westwärts bis nach Michigan. Die Sachschäden entlang der Zugbahn des Hurrikans summierten sich auf 3,6 Milliarden US-Dollar (2003). Sieben Bundesstaaten meldeten 16 direkte Opfer, indirekt wurden 35 Personen getötet.

## Sturmverlauf

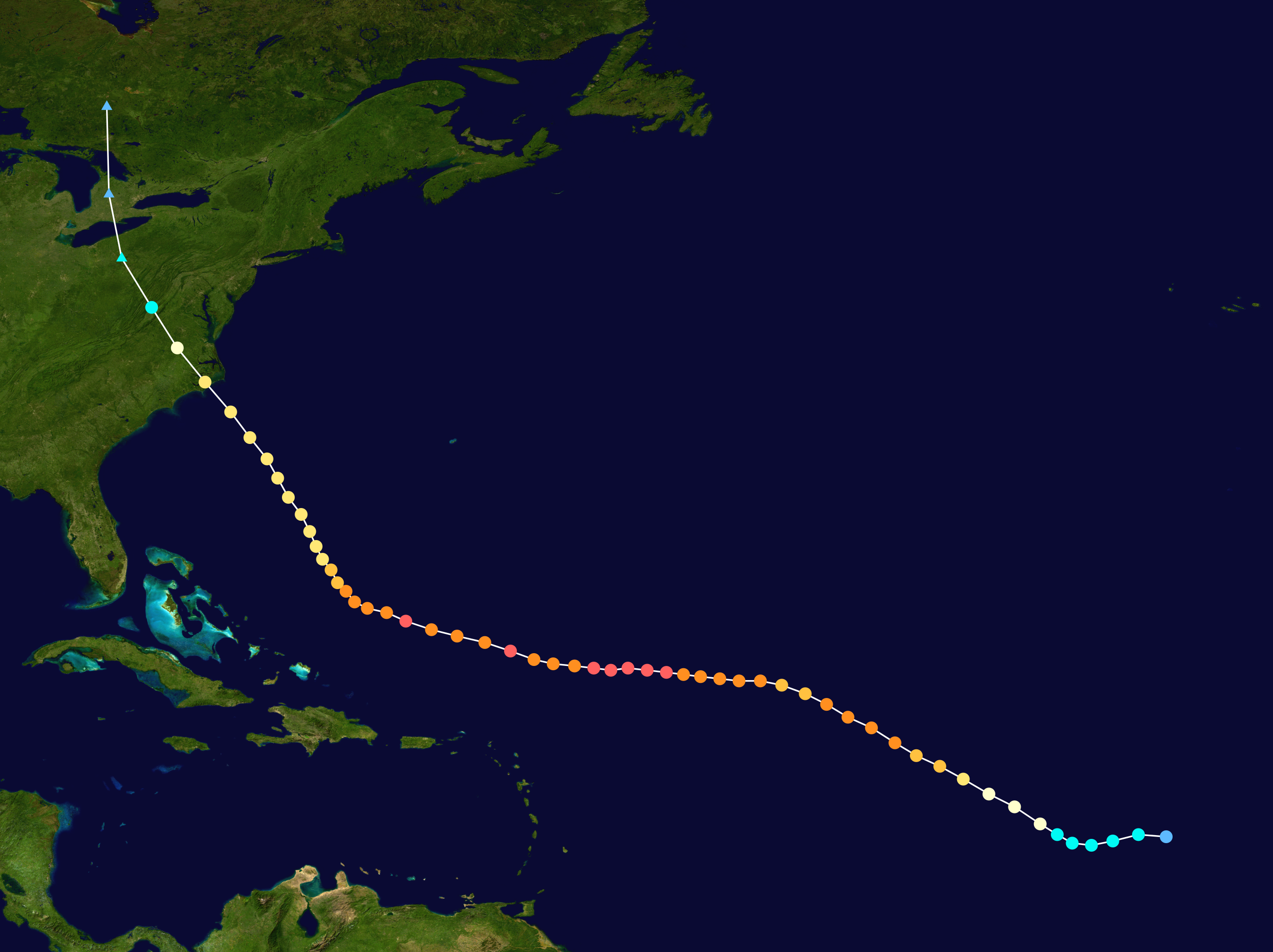
Zugbahn von Isabel

Am 1. September löste sich von der Küste Westafrikas eine tropische Welle. Ein Tiefdruckgebiet wanderte mit der Welle langsam westwärts und die Konvektion sah nach zunächst nach einer besseren Organisierung aus. Am 3. September zog das System südlich an den Kapverden vorüber, als die Konvektion zunächst zurückging; sie nahm jedoch am nächsten Tag wieder zu. Das System organisierte sich stetig besser und in der Frühe des 5. Septembers wurden die Beobachtungen mit der Dvorak-Technik aufgenommen. Aufgrund der Entwicklung einer bodennahen geschlossenen Zirkulation wird angenommen, dass sich das System früh am 6. September zum Tropischen Tiefdruckgebiet Dreizehn entwickelt hat, das sich schon einige Stunden später zum Tropischen Sturm Isabel intensivierte, obwohl das National Hurricane Center im operativen Betrieb mit der Ausgabe von Sturmwarnungen erst 13 Stunden später begonnen hat.
Innerhalb einer Zone mit leichter Windscherung und über warmen Wasser befindlich, entwickelte sich Isabel kontinuierlich und organisierte um ein kreisförmiges Gebiet mit tiefer Konvektion in der Nähe seines Zentrums Bandstrukturen. Isabel intensivierte sich stetig und wanderte in westnordwestlicher Richtung. Am 7. September erreichte Isabel Hurrikanstärke und bildete in der Nähe seiner stärksten Konvektion ein großes Auge aus. Auge, die konvektiven Muster und die Ausströmung verbesserten ihren Zustand weiter, die tiefe Konvektion sammelte sich rasch um das Auge, dessen Durchmesser bald 65 km erreichte. Isabel intensivierte sich am 8. September zum schweren Hurrikan, als sich das Zentrum 2100 km ostnordöstlich von Barbuda befand. Am 9. September erreichte Isabel zum ersten Mal einen Gipfel mit andauernden Windgeschwindigkeiten von 215 km/h. Der Hurrikan verblieb für ungefähr 24 Stunden in dieser Stärke, als minimaler Kategorie-4-Hurrikan nach der Saffir-Simpson-Hurrikan-Windskala.

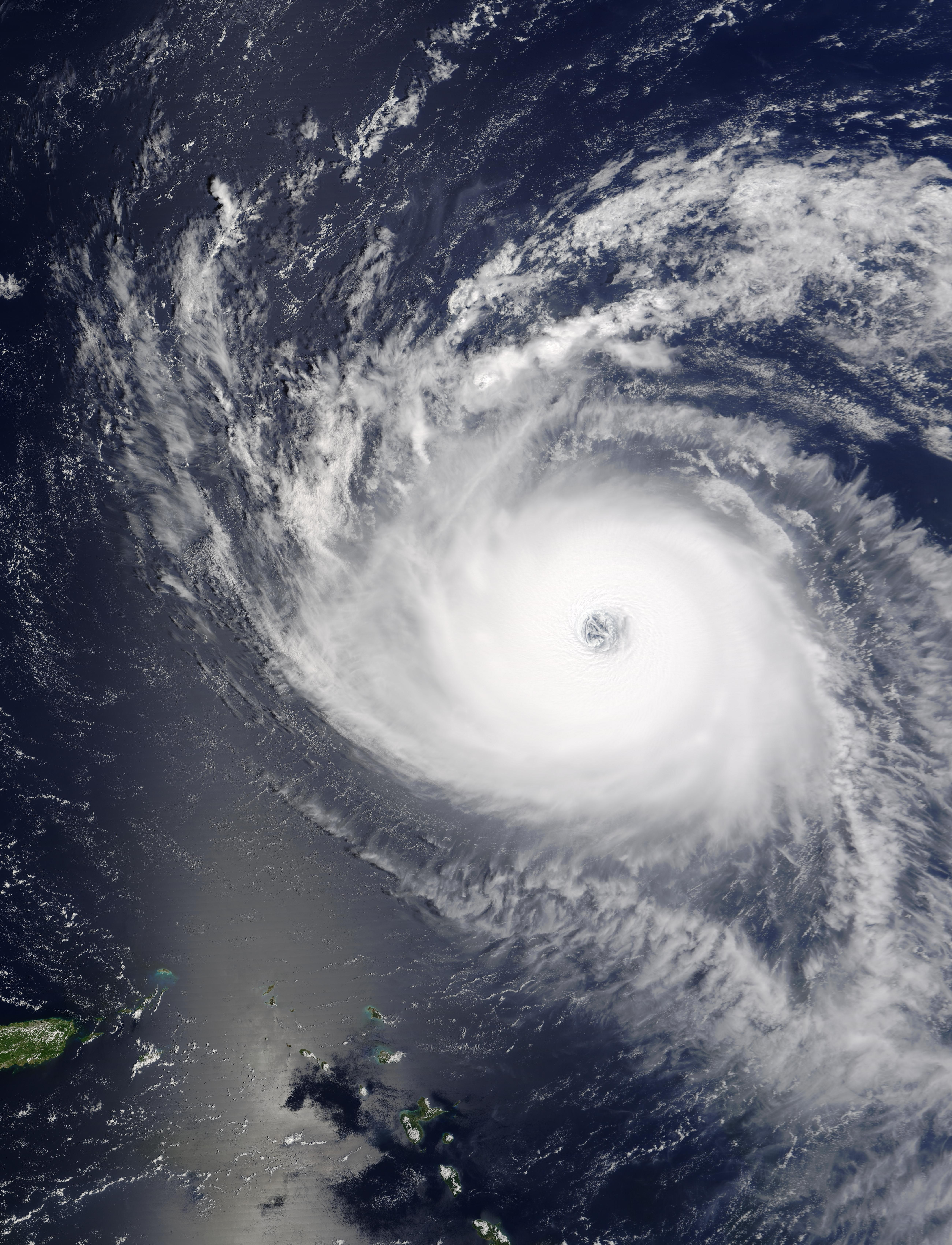
Hurrikan Isabel am 12. September 2003 als Kategorie-5-Hurrikan.

In der Frühe des 10. Septembers erschien die Eyewall des Hurrikans weniger gut definiert, die Konvektion ließ nach und die Ausströmung war begrenzt. In der Folge schwächte sich Isabel leicht zu einem Kategorie-3-Hurrikan ab. Unter dem Einfluss eines subtropischen Rückens zwischen Bermuda und den Azoren wurde Isabel westwärts gedrängt. Im Tagesverlauf reintensivierte sich der Hurrikan und erreichte erneut die Kategorie 4, da die Konvektion in der Nähe der Eyewall zunahm. Der Hurrikan intensivierte sich weiter und erreichte mit Windgeschwindigkeiten von 270 km/h am 11. September die größte Stärke in der Kategorie 5 auf der Saffir-Simpson-Hurrikan-Windskala. Aufgrund einer zyklischen Eyewall-Neubildung schwächte sich Isabel leicht ab, konnte aber die höchste Kategorie für 24 Stunden halten. Bei einer weiteren Eyewall-Neubildung erschien die Ausströmung geschwächt, und die Konvektion um das Auge ging zurück. Früh am 13. September schwächte sich Isabel zu einem starken Hurrikan der Kategorie 4 ab. Eine Schwäche in dem Hochdruckrücken im Norden erlaubte es dem Hurrikan, eine westnordwestliche Richtung anzunehmen. Nach der Beendigung der Eyewall-Neubildung war das 65 km durchmessende Auge besser definiert und spät an diesem Tag erlangte Isabel erneut die fünfte Kategorie. Eine durch ein NOAA-Aufklärungsflugzeug im Hurrikan abgesetzte Wettersonde meldete eine augenblickliche Windgeschwindigkeit von 375 km/h. Die Wolkendecke erwärmte sich kurz darauf und Isabel schwächte sich am Morgen des 14. Septembers zu einem starken Kategorie-4-Hurrikan ab. Etwas später reorganisierte sich der Wirbelsturm und erreichte zum dritten Mal die Kategorie 5, etwa 650 km nördlich von San Juan, Puerto Rico.
In der Frühe des 15. September schwächte sich Isabel zu einem Kategorie-4-Hurrikan ab. Im Tagesverlauf begann der innere Kern der tiefen Konvektion zu leiden und das Auge begann zu zerfallen. Als sich ein Rücken im Nordwesten sich südostwärts entwickelte, verlangsamte dies die Zuggeschwindigkeit und bewirkte eine Kursänderung nach Nord-Nordwesten. Zunehmende vertikale Windscherung trug zur weiteren Abschwächung des Hurrikans bei. Als Isabel sich am 16. September 1035 km südöstlich von Cape Hatteras, North Carolina befand, hatte sich das Sturmsystem zu einem Hurrikan der Kategorie 2 abgeschwächt. Die Konvektion war minimal, die Ausströmung behielt ihre hervorragende Organisation allerdings bei. Isabel unterhielt die Intensität als Kategorie-2-Hurrikan bis zum Landfall am 18. September zwischen Cape Lookout und Ocracoke Island mit andauernden Windgeschwindigkeiten von 165 km/h. Über Land schwächte sich Isabel ab, blieb aber bis zum Erreichen des westlichen Virginia in der Frühe des 19. Septembers ein Hurrikan. Isabel zog als tropischer Sturm über West Virginia und wurde über dem Westen Pennsylvanias außertropisch. Im Tagesverlauf überquerte der Sturm den Eriesee und gelangte nach Kanada, wo Isabel über dem Cochrane District in Ontario von einem größeren außertropischen System absorbiert wurde.

## Vorbereitungen

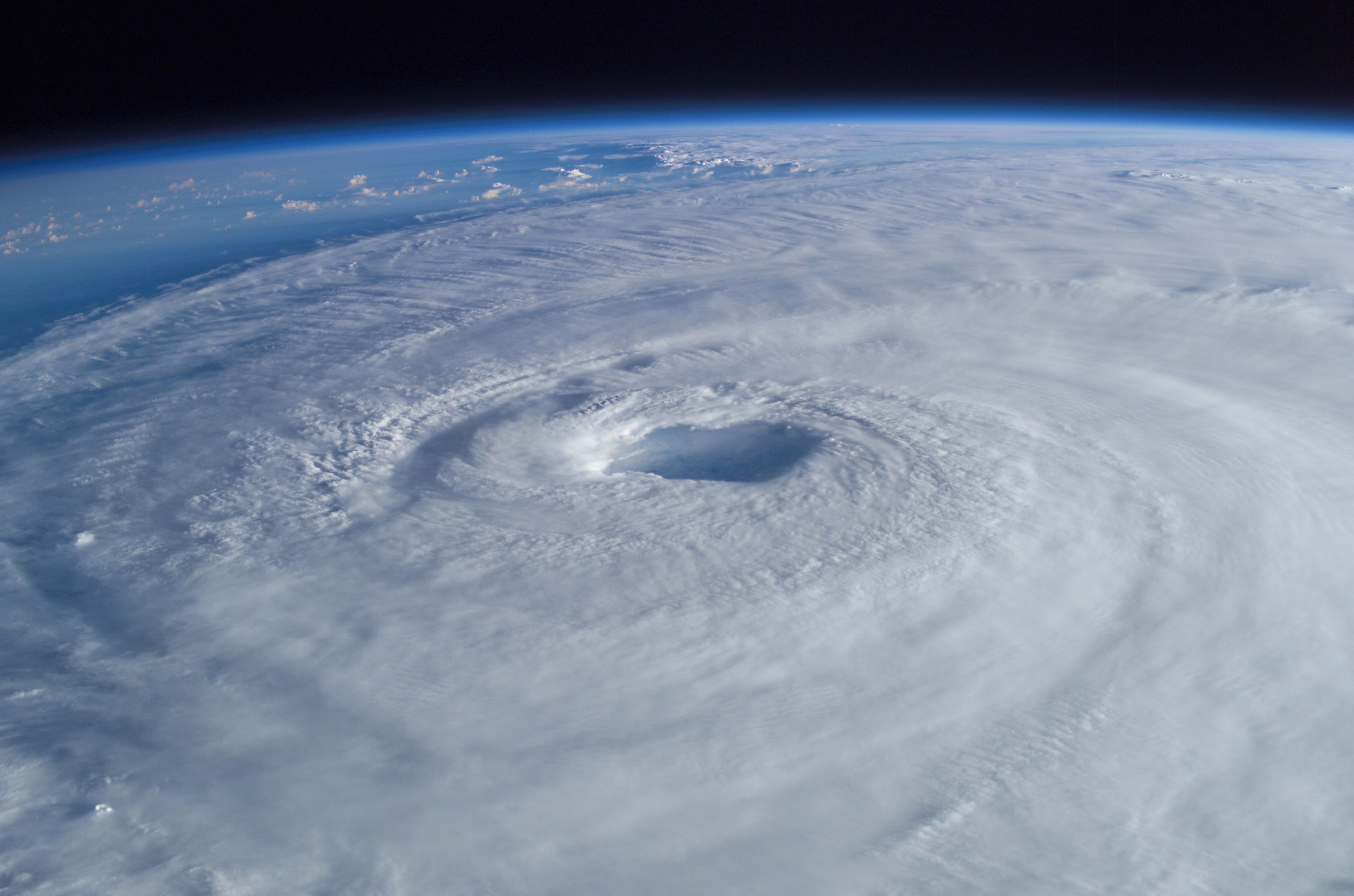
Das Auge des Hurrikans von der Internationalen Raumstation aus gesehen (Aufnahme am 15. September 2003).

50 Stunden vor dem Landfall von Isabel gab das National Hurricane Center Hurrikanwarnungen für die Ostküste der Vereinigten Staaten zwischen Little River und Chincoteague, einschließlich der Pamlico und Albemarle Sounds und dem äußeren Abschnitt der Chesapeake Bay. Das NHC gab Sturmwarnungen für die Küste südlich von Little River bis zur Mündung des Santee Rivers und von Chincoteague nordwärts bis zum Little Egg Inlet, New Jersey aus. Die Abschnitte, für die Warnungen ausgegeben wurden, passte das NHC der Entwicklung ab. Zum Zeitpunkt des Landfalls galt die Hurrikanwarnung zwischen Chincoteague und Cape Fear, North Carolina und Sturmwarnungen galten zwischen Chincoteague, Virginia und Fire Island, New York und zwischen Cape Fear und der Mündung des Santee Rivers. Die Vorhersage des Landfalls war sehr genau – vor dem Erreichen der Küstenlinie war die tatsächliche Zugbahn weniger als 60 km vom auf 72 Stunden vorausberechneten Kurs abgewichen, und die Abweichung der auf 48 Stunden angelegten Berechnung betrug nur 29 km.
Die Behörden ordneten verbindliche Evakuierungen für 24 Countys in North Carolina, Virginia und Maryland an, die aber allgemein kaum befolgt wurden. Eine Untersuchung des United States Department of Commerce ergab, dass 45 % der von diesen verbindlichen Evakuierungen Betroffenen in den Outer Banks, 23 % im Gebiet um den Pamlico Sound, 23 % in Virginia und etwa 15 % in Maryland den Anordnungen Folge leisteten. Die Gefahr durch Isabel bewirkte dennoch die Evakuierung von mehreren 100.000 Bewohnern an der Ostküste, vor allem in North Carolina und Virginia, mehr als 12.000 Einwohner suchten Notunterkünfte auf.
19 große Verkehrsflughäfen an der Ostküste der Vereinigten Staaten wurden geschlossen und mehr als 1500 Flüge fielen aus. In Washington stellte das Metrorail- und Metrobus-System vor dem Eintreffen des Sturmes den Betrieb ein und Amtrak strich fast alle Züge südlich der Hauptstadt. Schulen, Geschäfte und Betriebe schlossen vor der Ankunft von Isabel, um ausreichend Zeit zur Vorbereitung vor dem Sturm zu bieten; Baumärkte und Werkzeughändler berichteten über lebhaften Umsatz durch den Verkauf von Pressspanplatten, Taschenlampen, Batterien und Notstromaggregaten. Die Bundesbehörden wurden geschlossen und nur Notfallpersonal blieb im Dienst. Die United States Navy befahl die Verlegung von 40 Schiffen und U-Booten sowie dutzender Flugzeuge von den Marinestützpunkten in der Nähe von Norfolk, Virginia.

## Auswirkungen
| Region           | Opfer  | Opfer    | Schaden (2003 USD) |
| Region           | direkt | indirekt | Schaden (2003 USD) |
| ---------------- | ------ | -------- | ------------------ |
| Florida          | 1      | 0        | 0                  |
| North Carolina   | 1      | 2        | $450 Millionen     |
| Virginia         | 10     | 22       | $1,85 Milliarden   |
| West Virginia    | 0      | 0        | $20 Millionen      |
| Washington, D.C. | 0      | 1        | $125 Millionen     |
| Maryland         | 1      | 6        | $820 Millionen     |
| Delaware         | 0      | 0        | $40 Millionen      |
| Pennsylvania     | 0      | 2        | $160 Millionen     |
| New Jersey       | 1      | 1        | $50 Millionen      |
| New York         | 1      | 0        | $90 Millionen      |
| Rhode Island     | 1      | 0        | 0                  |
| Ontario          | 0      | 1        | ?                  |
| Gesamt           | 16     | 35       | $3,6 Milliarden    |

Die sturmstarken Winde von Isabel erstreckten sich entlang der Küste von North Carolina bis nach Neuengland und westwärts bis nach West Virginia. Der Wind entwurzelte in Verbindung mit dem vorherigen Regen, der das Erdreich aufweichte, viele Bäume und riss entlang seiner Zugbahn zahlreiche Stromleitungen herunter. Etwa sechs Millionen Abnehmer waren zeitweise von Stromausfällen betroffen. In einigen küstennahen Bereiche in Virginia – insbesondere Hampton Roads – und im Nordosten North Carolina dauerte die Wiederherstellung der Stromversorgung fast einen Monat. Die Küste litt unter den Wellen und der Sturmflut, vor allem im Osten North Carolinas und im Südosten Virginias. Entlang der Zugbahn verursachte Isabel Sachschäden in Höhe von 3,6 Milliarden US-Dollar (2003 USD), 51 Personen wurden durch den Hurrikan getötet, 16 davon starben durch direkte Auswirkungen des Sturms.
Die Gouverneure von Pennsylvania, West Virginia, Maryland, New Jersey und Delaware erklärten den Notstand. Isabel war seit Hurrikan Floyd im September 1999 der erste schwere Hurrikan, der die mittleren Staaten an der Ostküste der Vereinigten Staaten gefährdet hatte. Die stärksten Auswirkungen hatte Isabel durch Flutschäden, die in manchen Abschnitten Virginias die stärksten seit Hurrikan Agnes 1972. Mehr als 60 Millionen Personen waren mehr oder weniger von dem Sturm betroffen. Eine solche Menschenmenge war mit Ausnahme von Hurrikan Floyd von keinen anderen Hurrikan betroffen.

### Karibik und Südosten der Vereinigten Staaten
Eine kraftvolle Brandung war an den nördlichen Küstenlinien der Großen Antillen zu beobachten. Starker Wellengang hatte auch Auswirkungen auf die Bahamas. Während der meisten Hurrikane verhindert die Lage der Bahamas stärkeren Wellengang an der südöstlichen Küste Floridas – die Kombination von Ort, Stärke und Vorwärtsgeschwindigkeit führte jedoch dazu, dass starke Wellen durch den Providence Channel auf einen schmalen, rund 16 km breiten Streifen der Küste gelangten. Bei Delray Beach wurden 4,3 m hohe Wellen beobachtet. Der Wellengang brachte bei Boynton Beach ein Boot zum Kentern und die beiden Personen an Bord wurden verletzt. Ein Schwimmer am Juno Beach musste gerettet werden. Leichte Schäden durch Küstenerosion wurden im Palm Beach County verzeichnet. Im Norden des Bundesstaates erreichten die Wellen eine Höhe von bis zu 4,5 m in Flagler Beach, wodurch die Fluttore am Pier des Ortes beschädigt wurden und der Hafen geschlossen werden musste. Ein Surfer wurde durch eine Sogströmung infolge von Isabel an einem nicht überwachten Strand im Nassau County getötet, weitere sechs Personen mussten gerettet werden. Die Strände wurden später auf dem Höhepunkt der rauen Brandung gesperrt.
Im Bereich der äußeren Regenbänder im nordöstlichen Teil von South Carolina wurden in Myrtle Beach Windgeschwindigkeiten von 70 km/h aufgezeichnet. Der Regen war leicht und erreichte in Loris mit 34 mm seinen höchsten Wert in diesem Bundesstaat. In South Carolina gab es keine Berichte über sturmbedingte Schäden.

### North Carolina

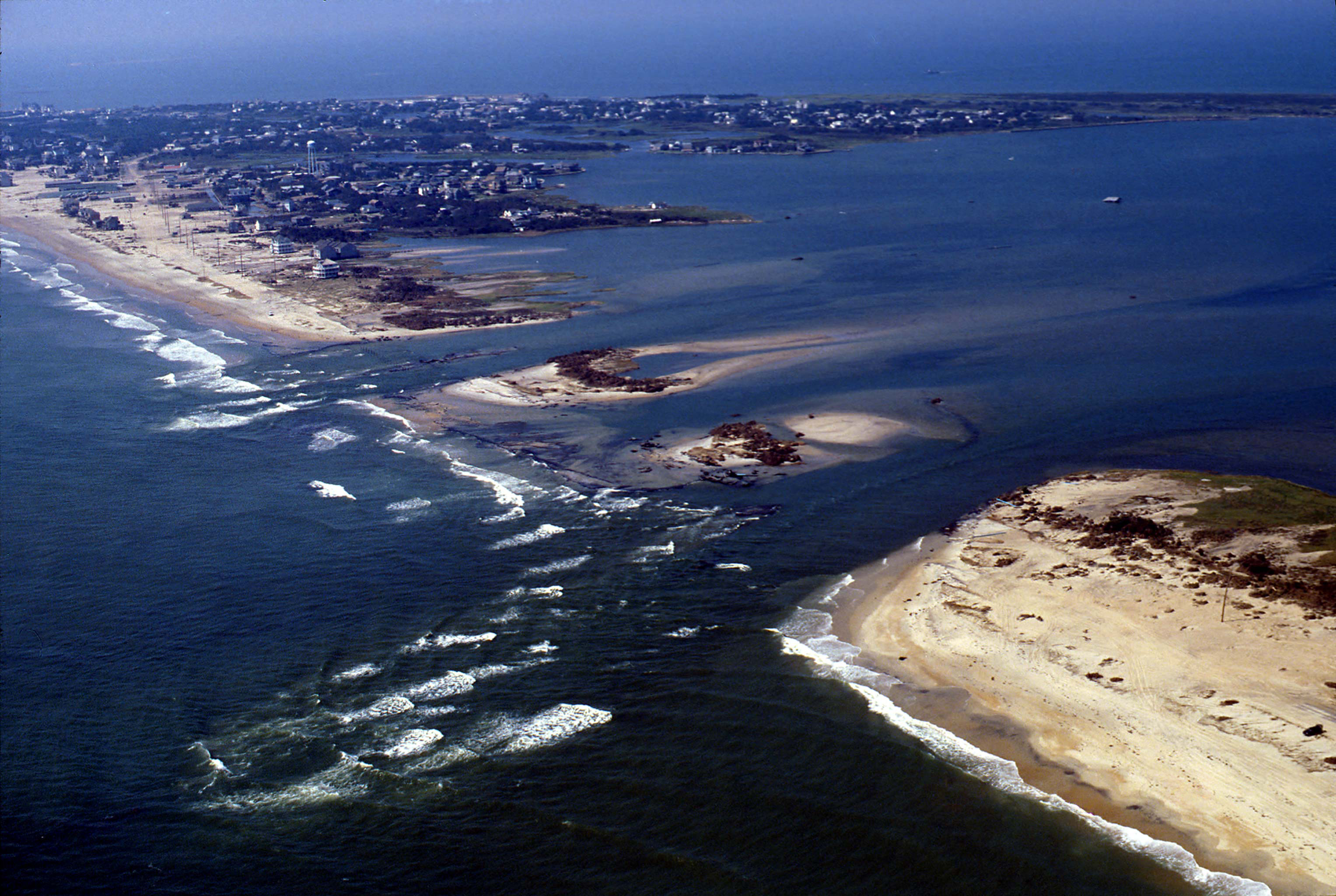
Schäden an den Barrier Islands durch Hurrikan Isabel (USGS)

Isabel verursachte im Osten von North Carolina mäßige bis schwere Schäden, deren Gesamtsummer 450 Millionen US-Dollar (2003) betrug. Am umfangreichsten waren die Schäden im Dare County, wo die Sturmflut und die starken Winde tausende von Häusern beschädigten. Ein Ergebnis der Sturmflut war die Bildung eines rund 600 m breiten Durchlasses inmitten von Hatteras Island, wodurch Hatteras für zwei Monate vom Straßenverkehr abgeschnitten wurde. Hunderttausende von Bäumen im Bundesstaat wurden entwurzelt, rund 700.000 Einwohner waren von Stromausfällen betroffen. In den meisten Gebieten konnte die Stromversorgung innerhalb einiger Tage wiederhergestellt werden. Eine Person wurde direkt durch den Hurrikan getötet, zwei weitere Opfer verursachte Hurrikan Isabel in North Carolina indirekt.

### Mittlere Atlantikküste

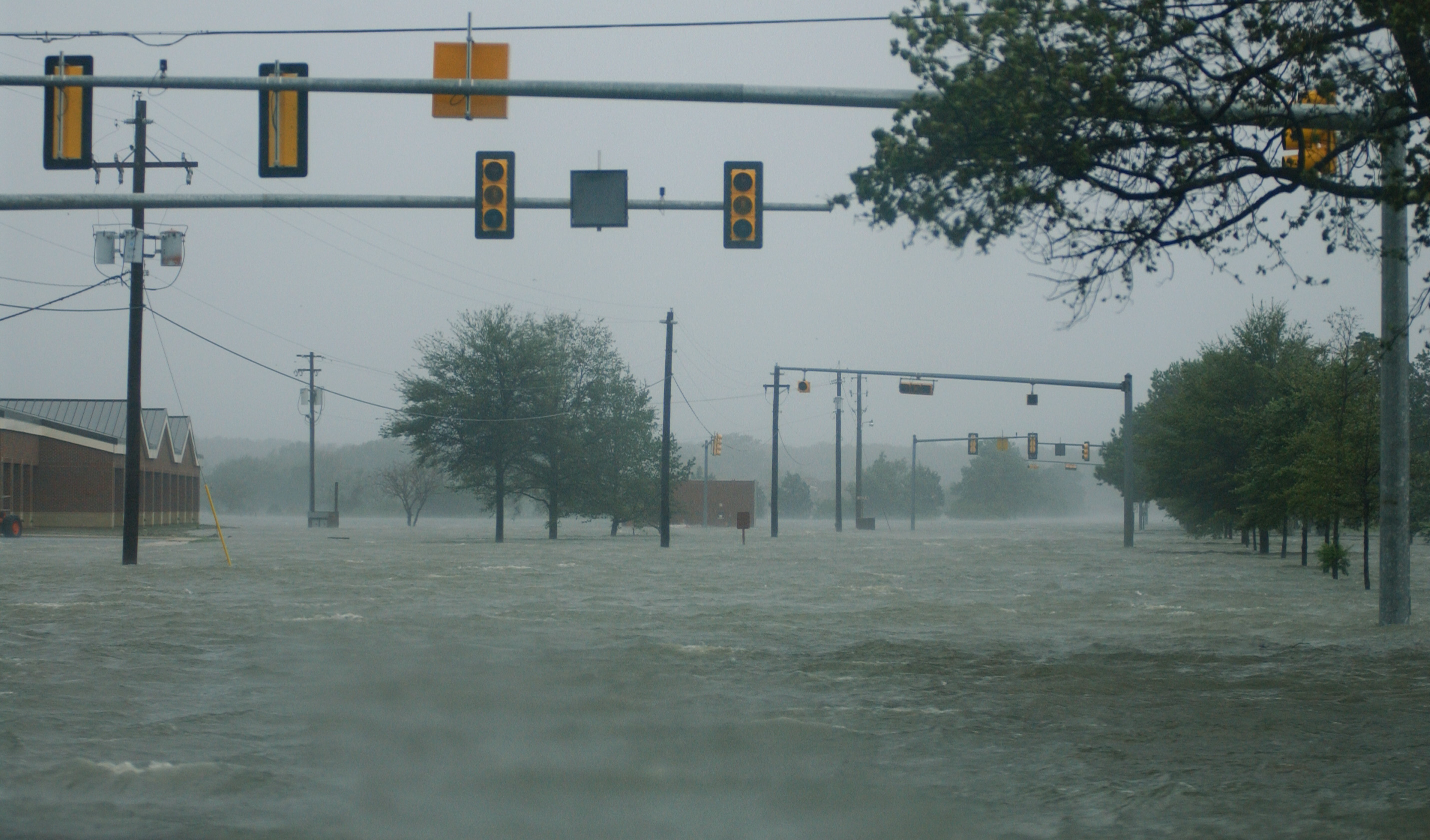
Sturmflut an der Langley AFB in Hampton (Virginia), Virginia.

Die Sturmflut wirkte sich auf den Großteil des südöstlichen Teils von Virginia aus; sie erreichte ihren höchsten Stand mit 2,7 m über dem Normalwert in Richmond am Unterlauf des James Rivers; die Sturmflut verursachte deutliche Schäden an den Flüssen, insbesondere an den Mittelläufen der Flüsse im Einzugsgebiet des James Rivers. Die Sturmflut überspülte die Fluttore des Midtown Tunnel, während die Arbeiter noch damit beschäftigt waren, die Tore zu schließen. Diese konnten nur mit Mühe entkommen, als sich 165.000 Kubikmeter Wasser innerhalb von 40 Minuten in den Tunnel ergossen. Weiter im Landesinneren wurde heftiger Regen beobachtet, dessen höchster Wert mit 513 mm in Sherando verzeichnet wurde, der Regen führte zu Schäden durch schwere Sturzfluten. Die Winde des Hurrikans zerstörten mehr als 1000 Häuser, 9000 weitere wurden beschädigt und der Sachschaden in diesem Bundesstaat addierte sich schließlich auf 1,85 Milliarden US-Dollar (2003). Isabel ist damit einer der kostenintensivsten tropischen Wirbelstürme in der Geschichte Virginias. Der Durchzug von Isabel führte in Virginia zum Tod von 32 Personen, zehn davon direkte Opfer, 22 Getötete waren indirekt durch den Hurrikan verursacht.
Etwa 1,24 Millionen Einwohner in Maryland und Washington, D.C. verloren die Versorgung mit elektrischem Strom. Die Sturmflut führte zu erheblicher Küstenerosion. Auf dem Eastern Shore von Maryland wurden hunderte von Gebäuden beschädigt oder zerstört, vor allem in Queen Anne’s County. Tausende von Häusern wurden im Zentrum Marylands durch die Sturmflut beschädigt, vor allem in Baltimore und Annapolis. Washington, D.C. verzeichnete mäßige Schäden, hauptsächlich durch den starken Wind. In Maryland und Washington summierte sich der Schaden auf 945 Millionen US-Dollar (2003), eine Person wurde durch die Überschwemmungen direkt getötet.
Die Auswirkungen des Hurrikans in Delaware wurden durch die Überschwemmungen durch das Resttief des Tropischen Sturms Henri nur einige Tage zuvor verstärkt. Mäßige Winde von bis zu 100 km/h wurden in Lewes gemessen. Sie entwurzelten zahlreiche Bäume und rissen Stromleitungen im gesamten Staatsgebiet herunter, wodurch mindestens 15.300 Bewohner ohne Strom waren. Zahlreiche niedrig gelegene Gebiete wurden durch die Sturmflut überspült oder durch Hochwasser überflutet. In Delaware verursachte der Hurrikan Sachschäden von 40 Millionen US-Dollar (2003).

### Nordosten der Vereinigten Staaten

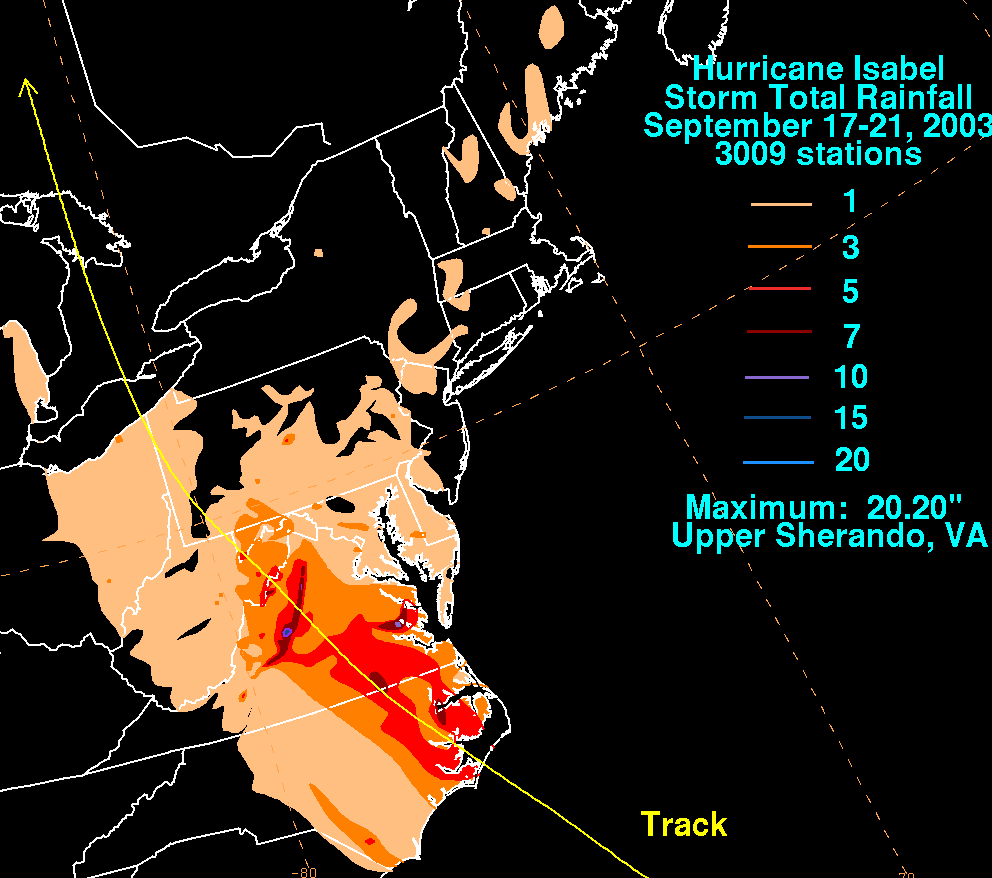
Niederschlagsmengen in Verbindung mit Hurrikan Isabel.

Isabel beschädigte in New Jersey hunderte von Stromleitungen, wodurch Hunderttausende von der Versorgung mit elektrischer Energie abgeschnitten wurden. Ein umstürzender Baum tötete eine Person. An der Küste kam es durch hohe Wellen und eine mäßige Sturmflut zu mäßiger bis starker Küstenerosion; infolge des Wellengangs wurde eine weitere Person getötet. Der Sachschaden in New Jersey erreichte 50 Millionen US-Dollar (2003).
Der Durchzug von Hurrikan Isabel in Pennsylvania resultierte in einer Schadenssumme von 160 Millionen US-Dollar (2003) und zwei indirekten Opfern. Eine Person starb an einer Kohlenstoffmonoxidvergiftung durch ein schlecht belüftetes Notstromaggregat. Der mäßige Wind verursacht in diesem Bundesstaat Stromausfälle für etwa 1,4 Millionen Kunden. Umstürzende Bäume rissen nicht nur Leitungen herunter, sondern beschädigten Dutzende von Häusern und Autos.
Die Schäden summierten sich in New York auf 90 Millionen US-Dollar (2003) und auf 100.000 US-Dollar in Vermont (2003). Umstürzende Bäume infolge des mäßig starken Windes rissen in der Region Stromleitungen mit sich, wodurch sporadisch der Strom ausfiel. Zwei Personen wurden durch den Hurrikan in der Region getötet, beide in Verbindung mit der hohen Brandung.

### Kanada
Die Auswirkungen durch Isabel in Kanada waren ziemlich gering. Der Wind entwurzelte Bäume und Energieleitungen im Süden Ontarios und führte so zu Stromausfällen. Der mit dem Sturm verbundene Regen setzte in Ontario früh am 19. September ein. Isabel war in Kanada für zwei indirekte Opfer durch Verkehrsunfälle verantwortlich.

### Amerikanischer Mittelwesten
Im Bundesstaat West Virginia entwurzelten Windböen von 80 bis 100 km/h hunderttausende von Bäumen; schon zuvor gefallene schwere Niederschläge hatten das Erdreich durchfeuchtet und so die Baumwurzeln weniger widerstandskräftig gemacht. Die umgestürzten Bäume beschädigten dutzende von Häusern und verursachten Stromausfälle für mehr als 1,4 Millionen Personen. Die Regenfälle führten an den Flüssen im Osten des Bundesstaates zu Hochwasser. In West Virginia summierte sich der Sachschaden auf 20 Millionen US-Dollar (2003).
Isabel lud in der östlichen Hälfte Ohios leichte bis mäßige Niederschläge ab, wobei mancherorts mehr als 75 mm Niederschlag gemeldet wurden. Über dem Osten von Michigan waren die Niederschläge durch Isabel leicht und erreichten 39 mm in Mount Clemens und aufgrund von Dopplerradarauswertungen etwa 64 mm im St. Clair County (Michigan). In diesem Bundesstaat wurde keine Schäden durch Isabel gemeldet.

## Folgen

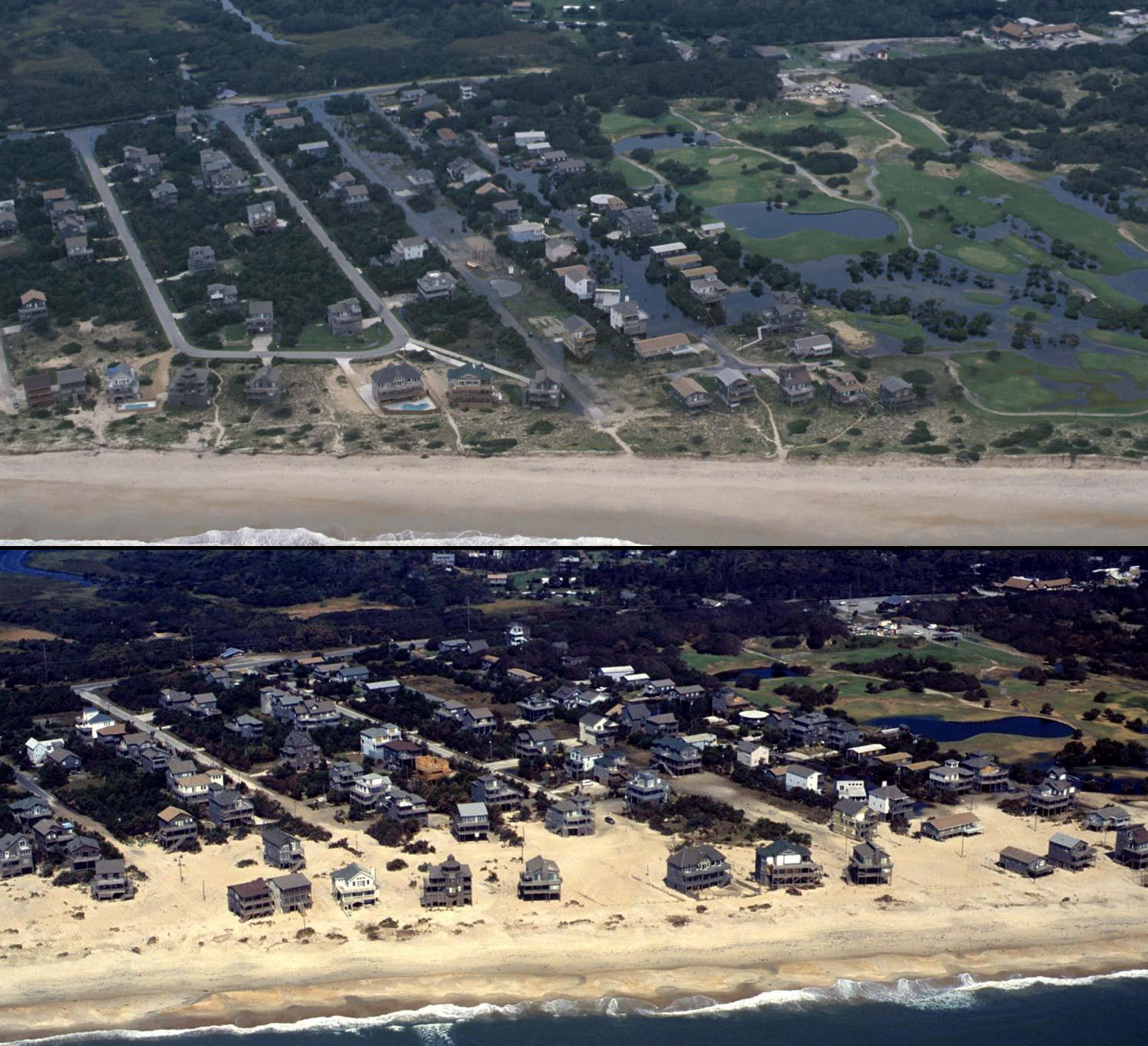
Hatteras Island vor und nach dem Durchzug Isabels

Etwa eine Woche nach dem Durchzug des Hurrikans erklärte US-Präsident George W. Bush 36 Countys in North Carolina, 77 Countys in Virginia, die Bundesstaaten Maryland und Delaware sowie sechs Countys in West Virginia zum Katastrophengebiet. Damit ermöglichte er die Verwendung von Bundesmitteln und Hilfen beim Wiederaufbau und der Beseitigung der durch Isabel verursachten Schäden. Innerhalb von vier Monaten nach dem Durchzug des Hurrikans wurden 516 Millionen US-Dollar an Bundeshilfen ausgezahlt, hauptsächlich in North Carolina und Virginia. Mehr als 166.000 Einwohner hatten individuelle Unterstützung beantragt, 117 Millionen US-Dollar wurden ausbezahlt, um Häuser zu reparieren und die vorübergehende Ersatzunterbringung zu gewährleisten. Etwa 50.000 Gewerbetreibende bekamen Darlehen mit einer Gesamtsumme von 178 Millionen US-Dollar ausbezahlt.
In North Carolina wurden hunderte von Bewohnern in Hatteras abgeschnitten, als die Sturmflut den nachfolgend im Volksmund als Isabel Inlet benannten Kanal schuf. Ortsfremden wurde für zwei Wochen die Fahrt auf die Outer Banks verwehrt, weil es der Zustand der Straßen nicht erlaubte. Als Besucher wieder freien Zugang erhielten, wollten viele den neugebildeten Kanal sehen, obwohl damit ein Fußmarsch verbunden war. Zunächst wurde der Bau einer Brücke oder die Inbetriebnahme einer Fähre zur Querung des Kanals erwogen, schließlich fiel die Entscheidung zugunsten einer Verfüllung mit Sand. Küstengeologen waren gegen diese Lösung und führten an, dass die Entwicklung der Outer Banks von der Erosion durch Stürme abhängig ist. Die Baggerarbeiten begannen am 17. Oktober, etwa einen Monat nach dem der Hurrikan die Inselkette getroffen hatte. Dabei wurde Sand aus dem Fahrwasser der Fähre südwestlich von Hatteras Island verwendet, um die Auswirkung auf die Unterwasservegetation so gering wie möglich zu halten und weil das Fahrwasser infolge des Hurrikans etwas zugespült wurde. Am 22. November, also etwa zwei Monate nach dem Durchzug von Isabel, wurde die North Carolina State Route 12 und Hatteras Island wieder für die allgemeine Öffentlichkeit freigegeben; am selben Tag nahm auch die Fähre zwischen Hatteras und Ocracoke den Betrieb wieder auf.

### Streichung des Namens
Aufgrund der schweren Schäden an Eigentum und Personen, die Isabel über große Gebiete brachte, wurde der Name Isabel nach der Hurrikansaison 2003 von der Liste der Namen tropischer Wirbelstürme gestrichen und wird deswegen künftig nicht mehr für die Benennung tropischer Stürme im Atlantischen Ozean verwendet werden. Isabel wurde durch den Namen Ida ersetzt, der erstmals in der Saison 2009 zur Verwendung vorgesehen war. Die World Meteorological Organization hatte den Namen gegenüber den weiteren Namensvorschlägen Ina und Ivy den Vorzug gegeben.
Isabel war einer von nur fünf Hurrikanen vom Kap-Verde-Typ, der sich östlich von 35° westlicher Länge bildete und das Festland der Vereinigten Staaten getroffen hat. Die anderen waren 1960 Hurrikan Donna, 1989 Hurrikan Hugo, 1998 Hurrikan Georges und 2004 Hurrikan Ivan.